# Onosma stamineum
Onosma stamineum är en strävbladig växtart som beskrevs av Carl Friedrich von Ledebour. Onosma stamineum ingår i släktet Onosma och familjen strävbladiga växter. Inga underarter finns listade i Catalogue of Life.